# Municipio de Caesar Creek
El municipio de Caesar Creek (en inglés: Caesar Creek Township) es un municipio ubicado en el condado de Dearborn en el estado estadounidense de Indiana. En el año 2010 tenía una población de 238 habitantes y una densidad poblacional de 7,69 personas por km².

## Geografía
El municipio de Caesar Creek se encuentra ubicado en las coordenadas 38°58′3″N 85°5′46″O / 38.96750, -85.09611. Según la Oficina del Censo de los Estados Unidos, el municipio tiene una superficie total de 30.93 km², de la cual 30,93 km² corresponden a tierra firme y (0 %) 0 km² es agua.

## Demografía
Según el censo de 2010, había 238 personas residiendo en el municipio de Caesar Creek. La densidad de población era de 7,69 hab./km². De los 238 habitantes, el municipio de Caesar Creek estaba compuesto por el 99,16 % blancos y el 0,84 % eran de una mezcla de razas. Del total de la población el 0 % eran hispanos o latinos de cualquier raza.